# Konstantin Alexejewitsch Newolin

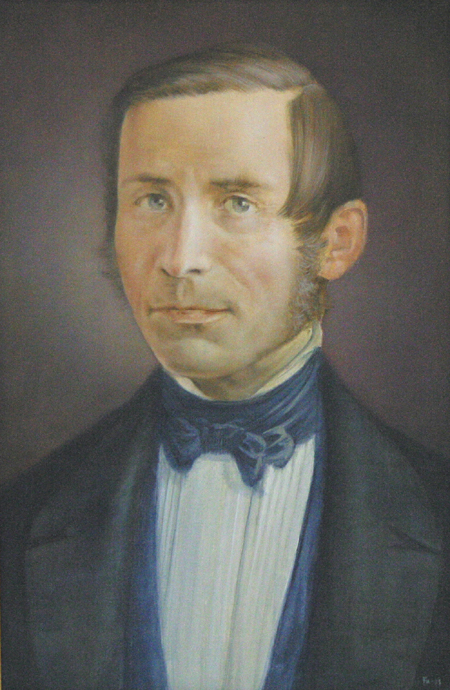
Konstantin Newolin (vor 1855)

Konstantin Alexejewitsch Newolin (russisch Константин Алексеевич Неволин, ukrainisch Костянтин Олексійович Неволін Kostjantyn Oleksijowytsch Newolin; * 1. Januarjul. / 13. Januar 1806greg. in Orlow, Gouvernement Wjatka, Russisches Kaiserreich; † 6. Oktoberjul. / 18. Oktober 1855greg. in Brixen im Thale, Kaisertum Österreich) war ein russischer Rechtshistoriker, Professor und Rektor an der St.-Wladimir-Universität in Kiew.

## Leben
Konstantin Newolin kam als Sohn einer Priesterfamilie in Orlow zur Welt und machte 1827 an der theologischen Akademie in Moskau das Abitur.
Von 1835 an war Newolin Doktor der Jurisprudenz und ordentlicher Professor an der St.-Wladimir-Universität Kiew, deren Rektor er von Mai 1837 bis März 1843 war. Von 1843 bis 1855 leitete er die Abteilung für Zivilrecht an der Universität Sankt Petersburg. Zur gleichen Zeit hielt er Vorlesungen am Kaiserlichen Rechtsinstitut. 1847 wurde er Vizerektor und Dekananwalt an der St. Petersburger Universität. Im Dezember 1853 wurde er zum korrespondierenden Mitglied der Petersburger Akademie der Wissenschaften an der Fakultät für russische Sprache und Literatur gewählt. 
Im Mai 1855 besuchte er, zur Tuberkulosebehandlung, zunächst Deutschland und im Anschluss Österreich, wo er 49-jährig in Brixen in Tirol starb. Seine Asche wurde am 25. Mai 1856 auf dem Smolensker Friedhof in Sankt Petersburg begraben.

## Ehrungen
Konstantin Newolin erhielt zahlreiche Ehrungen. Darunter:
- 1842 Sankt-Stanislaus-Orden II. Grades
- 1840 Orden des Heiligen Wladimir IV. und III. Grades
- Orden der Heiligen Anna III. und II. Grades
- 1852 Demidow-Preis
- 1853 Wirklicher Staatsrat
- 1854 wurde er zum Ehrenmitglied der St.-Wladimir-Universität in Kiew gewählt